# Caecilia thompsoni
Caecilia thompsoni Boulenger, 1902 è un anfibio della famiglia Caeciliidae.

## Descrizione
La cecilia è un anfibio vermiforme e per questo motivo si muove con movimenti
ondulatori del corpo. La si classifica infatti nell'ordine degli apodi, cioè anfibi dall'aspetto
di lombrichi. Il suo nome in latino significa "cieca", come appunto è. Essa, al contrario delle altre specie,
può arrivare a vivere fino a cento anni. Su tutto il suo corpo, sono presenti dei piccoli anellini, proprio
come quelli che hanno i lombrichi. La Caecilia thompsoni mangia piccoli insetti che trova nelle
foreste e a volte, se già morti, mangia anche suoi simili.

## Distribuzione e habitat
La specie si trova in Colombia, dove occupa vari habitat umidi, tropicali o subtropicali. è la specie più grande del suo genere, potendo raggiungere la lunghezza di 1,5 m ed il peso di 1 kg.
Vive in foreste pluviali o comunque in regioni temperate e vicino all'acqua.